# Ximena Bedregal
Ximena Bedregal Sáez (sinh năm 1951) là một kiến trúc sư, nhà văn, nhà lý luận, giáo sư, biên tập viên, nhiếp ảnh gia, và đồng tính nữ người Chile-Bolivia. Tại Mexico, cô thành lập Centro de Investigación, Capacitación y Apoyo a la Mujer (CICAM; Trung tâm Nghiên cứu, Đào tạo và Hỗ trợ phụ nữ), và viết nội dung tạp chí của mình, La Correa Feminista.

## Tuổi thơ và giáo dục
Bedregal sinh năm 1951, tại Andes Bolivian. Cô đã trải qua thời thơ ấu đi du lịch giữa Chile và Bolivia vì mẹ cô là người Chile và cha cô là người Bolivia. Khi cô ở Bolivia, cô được coi là "Chile" và khi cô ở Chile, cô có biệt danh là "bolivianita, cholita" hay "lauquita" vì đã sống gần sông Lauca. Từ nền tảng này, cô trở nên phê phán các khái niệm về chủ nghĩa yêu nước và chủ nghĩa dân tộc, phát triển các ý tưởng nữ quyền. Năm 8 tuổi, Bedregal và mẹ chuyển đến Chile. Ở đó, cô tham gia vào các nguyên nhân công bằng xã hội, trở thành một người lưu vong ở Mexico ở tuổi 27.
Bedregal nghiên cứu kiến trúc và nghệ thuật tại Đại học Chile ở Santiago de Chile và tại Đại học San Andrés ở La Paz, Bolivia. Tại Đại học San Andrés, cô cũng học phim. Công việc thạc sĩ của cô về Quy hoạch đô thị xảy ra tại Đại học tự trị quốc gia Mexico. Tại trung tâm thương mại de la Imagen ở Mexico City, cô đã tham gia nhiều hội thảo nhiếp ảnh dưới chỉ đạo của Ana Casas, Joan Foncuberta, Graciela Iturbide, Hanna Iverson và Pedro Meyer.

## Nghề nghiệp
Từ năm 1983 đến năm 1985, Bedregal từng là Giáo sư Lịch sử Nghệ thuật và Kiến trúc tại Đại học Puebla, Mexico. Cô đã thành lập một trung tâm nữ quyền ở Mexico, và từ năm 1995 đến 2000 là giám đốc và nhà xuất bản của tạp chí La Correa, chuyên gia về việc phê phán và phản ánh nữ quyền trong 20 vấn đề hàng quý. Từ 1989 đến 2001, bà là Giám đốc của CICAM tại Mexico City. Từ 1997 đến 2008, cô là biên tập viên và giám đốc của trang web Internet, "Creatividad Women'sista", được mô tả như một không gian phản ánh nữ quyền đa phương tiện. Trang web có 60.000 khách truy cập mỗi tháng, đóng vai trò là bộ mặt của chủ nghĩa nữ quyền cấp tiến và quan trọng ở Mỹ Latinh. Với tạp chí trang web nữ quyền này, cô "tận tâm mở rộng các quan điểm có sẵn trong không gian ảo". Khi cô quên gia hạn tên miền, nó đã được người khác mua và Bedregal chuyển sang, từ 1998-2006, cô làm biên tập viên của "Triple Jornada", phụ nữ bổ sung cho La Jornada (Thành phố Mexico); cô cũng phụ trách phiên bản trực tuyến của nó. Năm 2006, Bedregal trở lại Bolivia với tư cách là phóng viên tự do cho La Jornada của Mexico và các ấn phẩm quốc tế khác.
Với tư cách là một nhà lý luận và nhà văn, Bedregal đã nghiên cứu trong lĩnh vực nghiên cứu về giới từ góc độ của nhà hoạt động nữ quyền, chỉ trích diễn ngôn chính trị ôn hòa về nữ quyền, bao gồm cả lesbophobia. Các ấn phẩm của cô đã đề cập đến vai trò của phụ nữ trong các phong trào bản địa, như trong trường hợp của người Zapatista. Bà đã đặt câu hỏi về sự yếu kém của luật pháp Mexico đối với quyền của phụ nữ và hiệu quả của một số chương trình quốc tế như tín dụng vi mô thông qua Quỹ Tiền tệ Quốc tế. Cô đã viết cho một số tạp chí khác, bao gồm cả Debate feminista.